# Sirukumab
Il sirukumab (CNTO-136, conosciuto con il nome commerciale di Plivensia) è un anticorpo monoclonale umano progettato per il trattamento dell'artrite reumatoide; l'anticorpo agisce contro la molecola proinfiammatoria interleuchina 6, una citochina.
Attualmente il sirukumab viene prodotto dalla casa farmaceutica Centocor, sussidiaria della Johnson & Johnson.

## Studi clinici
Il sirukumab è stato impiegato in svariati studi clinici, alcuni dei quali hanno raggiunto la fase II.
Nel dicembre 2015, tre studi clinici (SIRROUND-D, -H e -T) avevano raggiunto la fase III. In particolare, nel febbraio 2017, lo studio SIRROUND-D risultava avere raggiunto entrambi gli obiettivi principali che erano stati prefissati in fase di pianificazione della sperimentazione clinica; lo studio, inoltre, dimostrò una diminuzione della gravità del quadro clinico nei pazienti con artrite reumatoide che avevano ricevuto il sirukumab.
Precedentemente, era stato proposto l'utilizzo del sirukumab anche come trattamento della depressione maggiore.